# Enispades angola
Enispades angola là một loài bướm đêm trong họ Noctuidae.